# Ким Ён Иль
Ким Ён Иль (кор. 김영일?, 金英日?; род. 2 мая 1944 года; также упоминается в русскоязычных СМИ как Ким Ён Ил и Ким Ен Ир) — северокорейский государственный деятель, министр транспорта в 1994—2007 и председатель Кабинета министров КНДР в 2007—2010 годах; позднее — депутат Верховного народного собрания КНДР.

## Биография и карьера
Родился 2 мая 1944 года.
В 1961—1969 годах служил в Корейской народной армии, закончил Раджинский университет морского транспорта по специальности «офицер навигации». В течение 14 лет работал инструктором, позднее заместителем директора общего отдела Министерства сухопутного и морского транспорта КНДР.
С 1994 по 2007 год занимал пост министра сухопутного и морского транспорта. В числе других обязанностей в период своей каденции руководил расширением Рённамского судоремонтного завода в районе порта Нампхо в устье реки Тэдонган.
В апреле 2007 года был утвержден на 5-й сессии Верховным народным собранием КНДР 11-го созыва в качестве Председателя Кабинета министров КНДР, сменив на этом посту Пак Пон Джу, снятого с должности за «капиталистическое мышление». Его обязанности в качестве главы исполнительной власти включали назначение министров с последующим утверждением ВНС КНДР, а также руководство внутренней и экономической политикой страны. Первое большое публичное выступление нового премьера состоялось в канун празднования 59-й годовщины основания КНДР, при этом министр заявил о намерении соблюдать в своей экономической политике баланс между нуждами тяжёлого машиностроения и военно-промышленного комплекса с одной, и сельского хозяйства и производства потребительских товаров — с другой стороны.
В ходе своей каденции, Ким Ён Иль участвовал в ряде международных переговоров, включая визиты во Вьетнам, Камбоджу, Китай, участвовал в переговорах о денуклеаризации Корейского полуострова, а также первой за 15 лет встрече глав правительств Северной и Южной Кореи в ноябре 2007 года.
По сведениям ряда источников, после неудачной денежной реформы конца 2009 года, приведшей к народным волнениям, глава правительства на состоявшейся 5 февраля 2010 года встрече в Пхеньяне с сотрудниками госаппарата и сельскими активистами принес публичные извинения, заявив также, что правительство КНДР «сделает максимум для того, чтобы стабилизировать жизнь народа», включая ослабление ограничения на рыночную торговлю в стране и разрешения хождения иностранной валюты. Это расценивается как первый в истории КНДР случай, когда власти страны публично признали свою ошибку; в то же время, разведка и Министерство объединения Южной Кореи не подтвердили факт такого выступления.
Ким Ён Иль был снят с премьерской должности 7 июня 2010 года на внеочередной сессии Верховного народного собрания КНДР 12-го созыва; следующим главой правительства стал партийный функционер Чхве Ён Рим, занимавший до того пост Первого секретаря Пхеньянского городского комитета ТПК. В качестве причины смещения Кима называли вышеупомянутую катастрофическую реформу национальной валюты.
После отставки с министерского поста заседал в Верховном народном собрании КНДР 12-го созыва, в 2014 году был переизбран депутатом ВНС КНДР 13 созыва.
За свою карьеру был награждён несколькими правительственными наградами, включая Орден Государственного флага первой степени.